# Vicario general de la Ciudad del Vaticano

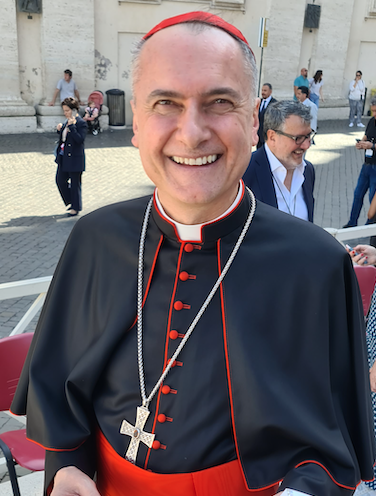
Mauro Gambetti, actual vicario general de la Ciudad del Vaticano

El vicario general de la Ciudad del Vaticano (vicario general de Su Santidad para la Ciudad del Vaticano o vicario general de Su Santidad para el Estado de la Ciudad del Vaticano) o más formalmente vicario general para la Ciudad del Vaticano y las Villas Pontificias de Castel Gandolfo (en italiano: Vicario Generale per la Città del Vaticano e per le Ville Pontificie di Castel Gandolfo), es el obispo que, como vicario general del papa, se ocupa del cuidado espiritual de los fieles que residen en la parte de la diócesis de Roma que cae dentro de los límites de la Ciudad del Vaticano y en las villas pontificias de Castel Gandolfo en la diócesis suburbicaria de Albano.
Desde el 20 de febrero de 2021 el vicario general para la Ciudad del Vaticano es el cardenal Mauro Gambetti, O.F.M.Conv.

## Historia
El "vicariato de la Ciudad del Vaticano" fue erigido tras el nacimiento del Estado de la Ciudad del Vaticano, con la firma de los Pactos de Letrán del 11 de febrero de 1929, mediante la bula Ex Lateranensi pacto del 30 de mayo de 1929. El papa Pío XI estableció que esta tarea fue asignada al "sacristán del Palacio Apostólico", oficio encomendado a un religioso de la Orden de San Agustín, consagrado obispo con el título de Porfireone. El papa Juan Pablo II, en 1991, abolió el cargo de sacristán y asignó el papel de vicario de la Ciudad del Vaticano al arcipreste "pro tempore" de la Basílica de San Pedro.

## Descripción
Como cualquier vicario general, designado para ayudar al obispo diocesano en la administración de una diócesis, el vicario general para el Estado de la Ciudad del Vaticano es designado para el cuidado espiritual de las iglesias y capillas existentes en el territorio de la Ciudad del Vaticano (hay dos parroquias vaticanas: San Pietro in Vaticano y Sant'Anna dei Palafrenieri), que por tanto no entran bajo la jurisdicción del vicario de la diócesis de Roma.). El prelado designado para el cargo es responsable únicamente de las necesidades espirituales de la Ciudad del Vaticano y, por lo tanto, a diferencia del vicario general para la diócesis de Roma, no tiene delegación gubernamental para la gestión ordinaria, que permanece en manos del papa.
En virtud de su función, que incluye también la de arcipreste de la basílica vaticana, el vicario general es el principal responsable de las necesidades espirituales de los peregrinos que visitan el Vaticano.

## Episcopologio
- Obispo Agostino Zampini, O.S.A. † (30 de mayo de 1929-7 de junio de 1937 falleció)
- Obispo Alfonso Camillo De Romanis, O.S.A. † (20 de agosto de 1937-18 de enero de 1950 falleció)
- Obispo Petrus Canisius van Lierde, O.S.A. † (13 de enero de 1951-14 de enero de 1991 retirado)
- Cardenal Aurelio Sabattani † (14 de enero de 1991-1 de julio de 1991 retirado)
- Cardenal Virgilio Noè † (1 de julio de 1991 por sucesión-24 de abril de 2002 retirado)
- Cardenal Francesco Marchisano † (24 de abril de 2002-5 de febrero de 2005 nombrado presidente de la Oficina de Trabajo de la Sede Apostólica)
- Cardenal Angelo Comastri (5 de febrero de 2005-20 de febrero de 2021 retirado)
- Cardenal Mauro Gambetti, O.F.M.Conv., desde el 20 de febrero de 2021